# Duilhac-sous-Peyrepertuse

Duilhac-sous-Peyrepertuse este o comună în departamentul Aude din sudul Franței. În 1 ianuarie 2022 avea o populație de 145 de locuitori.